# Embsbøl Kirke
Embsbøl Kirke er en kirke beliggende syd for den dansk-tyske grænse i Embsbøl i Sydslesvig i den nordtyske delstat Slesvig-Holsten. Kirken er viet til biskoppen Rimbert. Embsbøl Kirke er sognekirke i Embsbøl Sogn.
Kirken er opført 1768 og afløste en ældre kirke fra 1200-tallet. Den nye kirke blev oprettet på byvarftets højeste punkt øst for den forhenværende kirke. Salkikren er hvælvet. Det ældste inventar er den bægerformede gotlandske kalkstensdøbefont fra 1200-tallet og de bibelske brystningsbilleder fra 1700-tallet. Lektorieprædikestolen er fra 1625. Den tredelte altertavlen er udført af Peter Petersen i 1698. Et ældre Dannebrogsvimpel på altertavlen blev efter 1864 erstattet af et slesvig-holstensk trikolere. Både døbestenen, prædikestolen og altertavlen stammer fra den ældre kirke. Vinfløjen er forsynet med monogram af Christian 7..
Menigheden hører under den lutherske nordtyske kirke. 
- Kirkens indre
- Altertavlen (bemærk den slesvig-holstenke trikolore, som afløste et Dannebrogsvimpel)
- Loftmalerier